# الكأس السلطانية 1920
كَأْسُ السُّلْطَانِ حُسَين 1920 هي النُّسْخة الرَّابِعة من بُطولة كَأْس السُّلطان حُسَين. لُعبت البُطولة في عام 1920، وفاز بها شيروُودز.